# Engi
Engi é uma comuna da Suíça, no Cantão Glaris, com cerca de 656 habitantes. Estende-se por uma área de 40,70 km², de densidade populacional de 16 hab/km². Confina com as seguintes comunas: Flums (SG), Matt, Quarten (SG), Schwanden, Sool.
A língua oficial nesta comuna é o Alemão.